# Ectropis marginata
Ectropis marginata là một loài bướm đêm trong họ Geometridae.